# Корралес Хименес, Фидель
Фидель Корралес Хименес (исп. Fidel Corrales Jiménez; род. 7 июля 1987) — американский шахматист, гроссмейстер (2009).
В составе национальной сборной участник 39-й Олимпиады (2010) в Ханты-Мансийске.

## Таблица результатов
| Год  | Город          | Турнир         | + | − | = | Результат | Место |
| ---- | -------------- | -------------- | - | - | - | --------- | ----- |
| 2010 | Ханты-Мансийск | 37-я олимпиада | 4 | 2 | 2 | 5 из 8    |       |
|      |                |                |   |   |   | из        |       |

## Изменения рейтинга
| Графики недоступны из-за технических проблем. См. информацию на Фабрикаторе и на mediawiki.org. |